# Chetogena heliconunarum
Chetogena heliconunarum là một loài ruồi trong họ Tachinidae.